# Hodzhella
Hodzhella is een geslacht van kreeftachtigen uit de klasse van de Ostracoda (mosselkreeftjes).

## Soort
- Hodzhella obisafitica Schornikov & Mikhailova, 1990